# 鱸形美洲鱥
鱸形美洲鱥（學名：Notropis percobromus），為輻鰭魚綱鯉形目雅羅魚科的其中一種，分布於北美洲美國北達科他州和南達科他州，西至阿肯色州以南、加拿大溫尼伯河流域，本魚呈長橢圓形且側扁，眼大、口近下位，吻長度等於眼睛直徑，成魚背部呈橄欖綠色，側面呈銀色，腹部呈銀白色，鰓蓋和臉頰粉紅色，繁殖中的雄魚在頭部、胸鰭和一些背鱗上發育出細小的、砂紙狀的婚結節，頭部周圍也會變成粉紫色，背鰭基部呈淡紅色；雌魚通常顏色較淺，體長可達6公分，棲息礫石底質、水流快速的溪流，屬雜食性，以水生昆蟲、藻類、魚卵等為食，生活習性不明。本種已被加拿大瀕危野生動物狀況委員會(COSEWIC)認定為瀕危物種。它被列入聯邦《瀕危物種法》(SARA)，並自2004年6月起受到 SARA 的保護。